# Concow
Concow és una concentració de població designada pel cens dels Estats Units a l'estat de Califòrnia. Segons el cens del 2009 tenia 1.186 habitants.

## Demografia
Segons el cens del 2000, Concow tenia 1.095 habitants, 459 habitatges, i 319 famílies. La densitat de població era d'11,2 habitants/km².
Dels 459 habitatges en un 24% hi vivien nens de menys de 18 anys, en un 53,4% hi vivien parelles casades, en un 8,1% dones solteres, i en un 30,5% no eren unitats familiars. En el 23,3% dels habitatges hi vivien persones soles el 8,1% de les quals corresponia a persones de 65 anys o més que vivien soles. El nombre mitjà de persones vivint en cada habitatge era de 2,39 i el nombre mitjà de persones que vivien en cada família era de 2,74.
Per edats la població es repartia de la següent manera: un 22,6% tenia menys de 18 anys, un 4% entre 18 i 24, un 21% entre 25 i 44, un 34,2% de 45 a 60 i un 18,2% 65 anys o més.
L'edat mediana era de 46 anys. Per cada 100 dones de 18 o més anys hi havia 109,9 homes.
La renda mediana per habitatge era de 32.000 $ i la renda mediana per família de 41.250 $. Els homes tenien una renda mediana de 24.408 $ mentre que les dones 39.479 $. La renda per capita de la població era de 15.829 $. Entorn del 8,3% de les famílies i el 14,1% de la població estaven per davall del llindar de pobresa.

## Poblacions més properes
El següent diagrama mostra les poblacions més properes.